# Líderes de la Mayoría y Minoría del Senado de los Estados Unidos
Los líderes de la mayoría y minoría del Senado de los Estados Unidos son dos senadores que son elegidos por los congresos de los partidos que tengan la mayoría y la minoría respectivamente. Estos líderes sirven como jefe de los portavoces del Senado para sus partidos y administración y programar la actividad legislativa y ejecutiva del Senado. Por costumbre, el presidente da al líder de la Mayoría prioridad en la obtención de reconocimiento a hablar en el Senado.
El Partido Republicano, en condición de mayoría en el 119º Congreso de los Estados Unidos, eligió a finales de 2024 a John Thune como líder de la mayoría.
El líder de la mayoría habitualmente sirve como el principal representante de su partido en el Senado, y a veces incluso en todo el Congreso si la Cámara de Representantes y por lo tanto el cargo de Presidente de la Cámara no está controlada por el partido de la oposición.
Muchos senados estatales en Estados Unidos están organizados como el Senado de los Estados Unidos.

## Miembros actuales
El Senado está actualmente compuesto por 100 integrantes, de los cuales 50 son republicanos, 48 demócratas y 2 independientes: los senadores Angus King de Maine y Bernie Sanders de Vermont, los cuales votan junto con los demócratas. El líder de la minoría  es el republicano Mitch McConnell  de Kentucky y el de la mayoría es el demócrata Chuck Schumer de Nueva York.

## Historia
Los demócratas iniciaron la práctica de elegir a los jefes de sala en 1920, mientras estaban en la minoría. En 1925, los republicanos (que eran la mayoría en el momento) también adoptaron esta lenguaje cuando el futuro vicepresidente, Charles Curtis, se convirtió en el primer líder de la mayoría del senado.
La Constitución designa al Vicepresidente de los Estados Unidos como el presidente del Senado. Asimismo, la Constitución exige un Presidente pro tempore que sirva como el líder del senado cuando el presidente del Senado (el vicepresidente) está ausente. En la práctica, ni el vicepresidente, ni el presidente pro tempore -habitualmente alguno de los senadores Sénior de mayor antigüedad del partido mayoritario-, preside el Senado a diario, sino que se asigna esa tarea a los senadores júnior del partido mayoritario, en parte, para que puedan aprender el procedimiento adecuado. 
Dado que el vicepresidente puede ser de un partido diferente al de la mayoría y no es un miembro del Senado sujeto a disciplina, las reglas de procedimiento del Senado le otorgan al funcionario que preside muy poco poder y ninguno más allá del papel de presidente.  Por estas razones, es el Líder de la Mayoría quien, en la práctica, maneja el Senado.  Esto contrasta con la Cámara de Representantes, donde el Presidente de la Cámara de Representantes tiene un gran poder discrecional y generalmente preside las votaciones de los proyectos de ley.

## Lista de líderes del partido en el Senado
El Partido Demócrata seleccionó por primera vez a un líder en 1920. El Partido Republicano designó formalmente a un líder por primera vez en 1925.
| 63.º  | 28 de mayo de 1913       | 4 de marzo de 1915      | J. Hamilton Lewis (5 años, 9 meses y 7 días) | Ninguno (6 años, 10 meses y 30 días)            | ← Mayoría Demócrata   | Ninguno (5 años, 9 meses y 7 días)                      | Ninguno (2 años, 6 meses y 9 días)          |  |  |  |
| 64.º  | 4 de marzo de 1915       | 6 de diciembre de 1915  | J. Hamilton Lewis (5 años, 9 meses y 7 días) | Ninguno (6 años, 10 meses y 30 días)            | ← Mayoría Demócrata   | Ninguno (5 años, 9 meses y 7 días)                      | Ninguno (2 años, 6 meses y 9 días)          |  |  |  |
| 64.º  | 6 de diciembre de 1915   | 13 de diciembre de 1915 | J. Hamilton Lewis (5 años, 9 meses y 7 días) | Ninguno (6 años, 10 meses y 30 días)            | ← Mayoría Demócrata   | Ninguno (5 años, 9 meses y 7 días)                      | James Wadsworth (7 días)                    |  |  |  |
| 64.º  | 13 de diciembre de 1915  | 4 de marzo de 1917      | J. Hamilton Lewis (5 años, 9 meses y 7 días) | Ninguno (6 años, 10 meses y 30 días)            | ← Mayoría Demócrata   | Ninguno (5 años, 9 meses y 7 días)                      | Charles Curtis (8 años, 10 meses y 27 días) |  |  |  |
| 65.º  | 4 de marzo de 1917       | 4 de marzo de 1919      | J. Hamilton Lewis (5 años, 9 meses y 7 días) | Ninguno (6 años, 10 meses y 30 días)            | ← Mayoría Demócrata   | Ninguno (5 años, 9 meses y 7 días)                      | Charles Curtis (8 años, 10 meses y 27 días) |  |  |  |
| 66.º  | 4 de marzo de 1919       | 27 de abril de 1920     | Peter Gerry (10 años)                        | Ninguno (6 años, 10 meses y 30 días)            | Mayoría → Republicana | Henry Cabot Lodge No oficial (5 años, 8 meses y 5 días) | Charles Curtis (8 años, 10 meses y 27 días) |  |  |  |
| 66.º  | 27 de abril de 1920      | 4 de marzo de 1921      | Peter Gerry (10 años)                        | Oscar Underwood (3 años, 7 meses y 6 días)      | Mayoría → Republicana | Henry Cabot Lodge No oficial (5 años, 8 meses y 5 días) | Charles Curtis (8 años, 10 meses y 27 días) |  |  |  |
| 67.º  | 4 de marzo de 1921       | 4 de marzo de 1923      | Peter Gerry (10 años)                        | Oscar Underwood (3 años, 7 meses y 6 días)      | Mayoría → Republicana | Henry Cabot Lodge No oficial (5 años, 8 meses y 5 días) | Charles Curtis (8 años, 10 meses y 27 días) |  |  |  |
| 68.º  | 4 de marzo de 1923       | 3 de diciembre de 1923  | Peter Gerry (10 años)                        | Oscar Underwood (3 años, 7 meses y 6 días)      | Mayoría → Republicana | Henry Cabot Lodge No oficial (5 años, 8 meses y 5 días) | Charles Curtis (8 años, 10 meses y 27 días) |  |  |  |
| 68.º  | 3 de diciembre de 1923   | 9 de noviembre de 1924  | Peter Gerry (10 años)                        | Joseph T. Robinson (13 años, 7 meses y 11 días) | Mayoría → Republicana | Henry Cabot Lodge No oficial (5 años, 8 meses y 5 días) | Charles Curtis (8 años, 10 meses y 27 días) |  |  |  |
| 68.º  | 9 de noviembre de 1924   | 4 de marzo de 1925      | Peter Gerry (10 años)                        | Joseph T. Robinson (13 años, 7 meses y 11 días) | Mayoría → Republicana | Charles Curtis Interino (3 meses y 25 días)             | Wesley Jones Interino (3 meses y 25 días)   |  |  |  |
| 69.º  | 4 de marzo de 1925       | 4 de marzo de 1927      | Peter Gerry (10 años)                        | Joseph T. Robinson (13 años, 7 meses y 11 días) | Mayoría → Republicana | Charles Curtis (4 años)                                 | Wesley Jones (4 años)                       |  |  |  |
| 70.º  | 4 de marzo de 1927       | 4 de marzo de 1929      | Peter Gerry (10 años)                        | Joseph T. Robinson (13 años, 7 meses y 11 días) | Mayoría → Republicana | Charles Curtis (4 años)                                 | Wesley Jones (4 años)                       |  |  |  |
| 71.º  | 4 de marzo de 1929       | 4 de marzo de 1931      | Morris Sheppard (4 años)                     | Joseph T. Robinson (13 años, 7 meses y 11 días) | Mayoría → Republicana | James E. Watson (4 años)                                | Simeon Fess (4 años)                        |  |  |  |
| 72.º  | 4 de marzo de 1931       | 4 de marzo de 1933      | Morris Sheppard (4 años)                     | Joseph T. Robinson (13 años, 7 meses y 11 días) | Mayoría → Republicana | James E. Watson (4 años)                                | Simeon Fess (4 años)                        |  |  |  |
| 73.º  | 4 de marzo de 1933       | 3 de enero de 1935      | J. Hamilton Lewis (6 años, 1 mes y 5 días)   | Joseph T. Robinson (13 años, 7 meses y 11 días) | ← Mayoría Demócrata   | Charles L. McNary (6 años, 9 meses y 30 días)           | Felix Hebert (1 año, 9 meses y 30 días)     |  |  |  |
| 74.º  | 3 de enero de 1935       | 3 de enero de 1937      | J. Hamilton Lewis (6 años, 1 mes y 5 días)   | Joseph T. Robinson (13 años, 7 meses y 11 días) | ← Mayoría Demócrata   | Charles L. McNary (6 años, 9 meses y 30 días)           | Ninguno (8 años)                            |  |  |  |
| 75.º  | 3 de enero de 1937       | 14 de julio de 1937     | J. Hamilton Lewis (6 años, 1 mes y 5 días)   | Joseph T. Robinson (13 años, 7 meses y 11 días) | ← Mayoría Demócrata   | Charles L. McNary (6 años, 9 meses y 30 días)           | Ninguno (8 años)                            |  |  |  |
| 75.º  | 14 de julio de 1937      | 3 de enero de 1939      | J. Hamilton Lewis (6 años, 1 mes y 5 días)   | Alben W. Barkley (11 años, 5 meses y 20 días)   | ← Mayoría Demócrata   | Charles L. McNary (6 años, 9 meses y 30 días)           | Ninguno (8 años)                            |  |  |  |
| 76.º  | 3 de enero de 1939       | 9 de abril de 1939      | J. Hamilton Lewis (6 años, 1 mes y 5 días)   | Alben W. Barkley (11 años, 5 meses y 20 días)   | ← Mayoría Demócrata   | Charles L. McNary (6 años, 9 meses y 30 días)           | Ninguno (8 años)                            |  |  |  |
| 76.º  | 9 de abril de 1939       | 3 de enero de 1940      | Sherman Minton (1 año, 8 meses y 24 días)    | Alben W. Barkley (11 años, 5 meses y 20 días)   | ← Mayoría Demócrata   | Charles L. McNary (6 años, 9 meses y 30 días)           | Ninguno (8 años)                            |  |  |  |
| 76.º  | 3 de enero de 1940       | 3 de enero de 1941      | Sherman Minton (1 año, 8 meses y 24 días)    | Alben W. Barkley (11 años, 5 meses y 20 días)   | ← Mayoría Demócrata   | Warren Austin Interino (1 año)                          | Ninguno (8 años)                            |  |  |  |
| 77.º  | 3 de enero de 1941       | 3 de enero de 1943      | J. Lister Hill (6 años)                      | Alben W. Barkley (11 años, 5 meses y 20 días)   | ← Mayoría Demócrata   | Charles L. McNary (6 años)                              | Ninguno (8 años)                            |  |  |  |
| 78.º  | 3 de enero de 1943       | 25 de febrero de 1944   | J. Lister Hill (6 años)                      | Alben W. Barkley (11 años, 5 meses y 20 días)   | ← Mayoría Demócrata   | Charles L. McNary (6 años)                              | Kenneth Wherry (6 años)                     |  |  |  |
| 78.º  | 25 de febrero de 1944    | 3 de enero de 1945      | J. Lister Hill (6 años)                      | Alben W. Barkley (11 años, 5 meses y 20 días)   | ← Mayoría Demócrata   | Wallace H. White Interino (10 meses y 7 días)           | Kenneth Wherry (6 años)                     |  |  |  |
| 79.º  | 3 de enero de 1945       | 3 de enero de 1947      | J. Lister Hill (6 años)                      | Alben W. Barkley (11 años, 5 meses y 20 días)   | ← Mayoría Demócrata   | Wallace H. White (4 años)                               | Kenneth Wherry (6 años)                     |  |  |  |
| 80.º  | 3 de enero de 1947       | 3 de enero de 1949      | Scott W. Lucas (2 años)                      | Alben W. Barkley (11 años, 5 meses y 20 días)   | Mayoría → Republicana | Wallace H. White (4 años)                               | Kenneth Wherry (6 años)                     |  |  |  |
| 81.º  | 3 de enero de 1949       | 3 de enero de 1951      | Francis Myers (2 años)                       | Scott W. Lucas (2 años)                         | ← Mayoría Demócrata   | Kenneth Wherry (3 años)                                 | Leverett Saltonstall (8 años)               |  |  |  |
| 82.º  | 3 de enero de 1951       | 3 de enero de 1952      | Lyndon B. Johnson (2 años)                   | Ernest McFarland (2 años)                       | ← Mayoría Demócrata   | Kenneth Wherry (3 años)                                 | Leverett Saltonstall (8 años)               |  |  |  |
| 82.º  | 3 de enero de 1952       | 3 de enero de 1953      | Lyndon B. Johnson (2 años)                   | Ernest McFarland (2 años)                       | ← Mayoría Demócrata   | Styles Bridges (1 año)                                  | Leverett Saltonstall (8 años)               |  |  |  |
| 83.º  | 3 de enero de 1953       | 31 de julio de 1953     | Earle Clements (4 años)                      | Lyndon B. Johnson (8 años)                      | Mayoría → Republicana | Robert Taft (6 meses y 28 días)                         | Leverett Saltonstall (8 años)               |  |  |  |
| 83.º  | 3 de agosto de 1953      | 3 de enero de 1955      | Earle Clements (4 años)                      | Lyndon B. Johnson (8 años)                      | Mayoría → Republicana | William Knowland (5 años y 5 meses)                     | Leverett Saltonstall (8 años)               |  |  |  |
| 84.º  | 3 de enero de 1955       | 3 de enero de 1957      | Earle Clements (4 años)                      | Lyndon B. Johnson (8 años)                      | ← Mayoría Demócrata   | William Knowland (5 años y 5 meses)                     | Leverett Saltonstall (8 años)               |  |  |  |
| 85.º  | 3 de enero de 1957       | 3 de enero de 1959      | Mike Mansfield (4 años)                      | Lyndon B. Johnson (8 años)                      | ← Mayoría Demócrata   | William Knowland (5 años y 5 meses)                     | Everett Dirksen (2 años)                    |  |  |  |
| 86.º  | 3 de enero de 1959       | 3 de enero de 1961      | Mike Mansfield (4 años)                      | Lyndon B. Johnson (8 años)                      | ← Mayoría Demócrata   | Everett Dirksen (10 años, 8 meses y 4 días)             | Thomas Kuchel (10 años)                     |  |  |  |
| 87.º  | 3 de enero de 1961       | 3 de enero de 1963      | Hubert Humphrey (4 años)                     | Mike Mansfield (16 años)                        | ← Mayoría Demócrata   | Everett Dirksen (10 años, 8 meses y 4 días)             | Thomas Kuchel (10 años)                     |  |  |  |
| 88.º  | 3 de enero de 1963       | 3 de enero de 1965      | Hubert Humphrey (4 años)                     | Mike Mansfield (16 años)                        | ← Mayoría Demócrata   | Everett Dirksen (10 años, 8 meses y 4 días)             | Thomas Kuchel (10 años)                     |  |  |  |
| 89.º  | 3 de enero de 1965       | 3 de enero de 1967      | Russell Long (4 años)                        | Mike Mansfield (16 años)                        | ← Mayoría Demócrata   | Everett Dirksen (10 años, 8 meses y 4 días)             | Thomas Kuchel (10 años)                     |  |  |  |
| 90.º  | 3 de enero de 1967       | 3 de enero de 1969      | Russell Long (4 años)                        | Mike Mansfield (16 años)                        | ← Mayoría Demócrata   | Everett Dirksen (10 años, 8 meses y 4 días)             | Thomas Kuchel (10 años)                     |  |  |  |
| 91.º  | 3 de enero de 1969       | 7 de septiembre de 1969 | Ted Kennedy (2 años)                         | Mike Mansfield (16 años)                        | ← Mayoría Demócrata   | Everett Dirksen (10 años, 8 meses y 4 días)             | Hugh Scott (8 meses y 4 días)               |  |  |  |
| 91.º  | 24 de septiembre de 1969 | 3 de enero de 1971      | Ted Kennedy (2 años)                         | Mike Mansfield (16 años)                        | ← Mayoría Demócrata   | Hugh Scott (7 años, 3 meses y 9 días)                   | Robert Griffin (7 años, 3 meses y 9 días)   |  |  |  |
| 92.º  | 3 de enero de 1971       | 3 de enero de 1973      | Robert Byrd (6 años)                         | Mike Mansfield (16 años)                        | ← Mayoría Demócrata   | Hugh Scott (7 años, 3 meses y 9 días)                   | Robert Griffin (7 años, 3 meses y 9 días)   |  |  |  |
| 93.º  | 3 de enero de 1973       | 3 de enero de 1975      | Robert Byrd (6 años)                         | Mike Mansfield (16 años)                        | ← Mayoría Demócrata   | Hugh Scott (7 años, 3 meses y 9 días)                   | Robert Griffin (7 años, 3 meses y 9 días)   |  |  |  |
| 94.º  | 3 de enero de 1975       | 3 de enero de 1977      | Robert Byrd (6 años)                         | Mike Mansfield (16 años)                        | ← Mayoría Demócrata   | Hugh Scott (7 años, 3 meses y 9 días)                   | Robert Griffin (7 años, 3 meses y 9 días)   |  |  |  |
| 95.º  | 3 de enero de 1977       | 3 de enero de 1979      | Alan Cranston (14 años)                      | Robert Byrd (12 años)                           | ← Mayoría Demócrata   | Howard Baker (2 años, 9 meses y 29 días)                | Ted Stevens (8 años)                        |  |  |  |
| 96.º  | 3 de enero de 1979       | 1 de noviembre de 1979  | Alan Cranston (14 años)                      | Robert Byrd (12 años)                           | ← Mayoría Demócrata   | Howard Baker (2 años, 9 meses y 29 días)                | Ted Stevens (8 años)                        |  |  |  |
| 96.º  | 1 de noviembre de 1979   | 5 de marzo de 1980      | Alan Cranston (14 años)                      | Robert Byrd (12 años)                           | ← Mayoría Demócrata   | Ted Stevens Interino (4 meses y 4 días)                 | Ted Stevens (8 años)                        |  |  |  |
| 96.º  | 5 de marzo de 1980       | 3 de enero de 1981      | Alan Cranston (14 años)                      | Robert Byrd (12 años)                           | ← Mayoría Demócrata   | Howard Baker (4 años, 9 meses y 29 días)                | Ted Stevens (8 años)                        |  |  |  |
| 97.º  | 3 de enero de 1981       | 3 de enero de 1983      | Alan Cranston (14 años)                      | Robert Byrd (12 años)                           | Mayoría → Republicana | Howard Baker (4 años, 9 meses y 29 días)                | Ted Stevens (8 años)                        |  |  |  |
| 98.º  | 3 de enero de 1983       | 3 de enero de 1985      | Alan Cranston (14 años)                      | Robert Byrd (12 años)                           | Mayoría → Republicana | Howard Baker (4 años, 9 meses y 29 días)                | Ted Stevens (8 años)                        |  |  |  |
| 99.º  | 3 de enero de 1985       | 3 de enero de 1987      | Alan Cranston (14 años)                      | Robert Byrd (12 años)                           | Mayoría → Republicana | Bob Dole (11 años, 5 meses y 9 días)                    | Alan Simpson (10 años)                      |  |  |  |
| 100.º | 3 de enero de 1987       | 3 de enero de 1989      | Alan Cranston (14 años)                      | Robert Byrd (12 años)                           | ← Mayoría Demócrata   | Bob Dole (11 años, 5 meses y 9 días)                    | Alan Simpson (10 años)                      |  |  |  |
| 101.º | 3 de enero de 1989       | 3 de enero de 1991      | Alan Cranston (14 años)                      | George Mitchell (6 años)                        | ← Mayoría Demócrata   | Bob Dole (11 años, 5 meses y 9 días)                    | Alan Simpson (10 años)                      |  |  |  |
| 102.º | 3 de enero de 1991       | 3 de enero de 1993      | Wendell Ford (8 años)                        | George Mitchell (6 años)                        | ← Mayoría Demócrata   | Bob Dole (11 años, 5 meses y 9 días)                    | Alan Simpson (10 años)                      |  |  |  |
| 103.º | 3 de enero de 1993       | 3 de enero de 1995      | Wendell Ford (8 años)                        | George Mitchell (6 años)                        | ← Mayoría Demócrata   | Bob Dole (11 años, 5 meses y 9 días)                    | Alan Simpson (10 años)                      |  |  |  |
| 104.º | 3 de enero de 1995       | 12 de junio de 1996     | Wendell Ford (8 años)                        | Tom Daschle (10 años)                           | Mayoría → Republicana | Bob Dole (11 años, 5 meses y 9 días)                    | Trent Lott (1 año, 5 meses y 9 días)        |  |  |  |
| 104.º | 12 de junio de 1996      | 3 de enero de 1997      | Wendell Ford (8 años)                        | Tom Daschle (10 años)                           | Mayoría → Republicana | Trent Lott (6 años, 6 meses y 21 días)                  | Don Nickles (6 años, 6 meses y 21 días)     |  |  |  |
| 105.º | 3 de enero de 1997       | 3 de enero de 1999      | Wendell Ford (8 años)                        | Tom Daschle (10 años)                           | Mayoría → Republicana | Trent Lott (6 años, 6 meses y 21 días)                  | Don Nickles (6 años, 6 meses y 21 días)     |  |  |  |
| 106.º | 3 de enero de 1999       | 3 de enero de 2001      | Harry Reid (4 años)                          | Tom Daschle (10 años)                           | Mayoría → Republicana | Trent Lott (6 años, 6 meses y 21 días)                  | Don Nickles (6 años, 6 meses y 21 días)     |  |  |  |
| 107.º | 3 de enero de 2001       | 20 de enero de 2001     | Harry Reid (4 años)                          | Tom Daschle (10 años)                           | ← Mayoría Demócrata   | Trent Lott (6 años, 6 meses y 21 días)                  | Don Nickles (6 años, 6 meses y 21 días)     |  |  |  |
| 107.º | 20 de enero de 2001      | 6 de junio de 2001      | Harry Reid (4 años)                          | Tom Daschle (10 años)                           | Mayoría → Republicana | Trent Lott (6 años, 6 meses y 21 días)                  | Don Nickles (6 años, 6 meses y 21 días)     |  |  |  |
| 107.º | 6 de junio de 2001       | 23 de noviembre de 2002 | Harry Reid (4 años)                          | Tom Daschle (10 años)                           | ← Mayoría Demócrata   | Trent Lott (6 años, 6 meses y 21 días)                  | Don Nickles (6 años, 6 meses y 21 días)     |  |  |  |
| 107.º | 23 de noviembre de 2002  | 3 de enero de 2003      | Harry Reid (4 años)                          | Tom Daschle (10 años)                           | Mayoría → Republicana | Trent Lott (6 años, 6 meses y 21 días)                  | Don Nickles (6 años, 6 meses y 21 días)     |  |  |  |
| 108.º | 3 de enero de 2003       | 3 de enero de 2005      | Harry Reid (4 años)                          | Tom Daschle (10 años)                           | Mayoría → Republicana | Bill Frist (4 años)                                     | Mitch McConnell (4 años)                    |  |  |  |
| 109.º | 3 de enero de 2005       | 3 de enero de 2007      | Dick Durbin (20 años, 4 meses y 12 días)     | Harry Reid (12 años)                            | Mayoría → Republicana | Bill Frist (4 años)                                     | Mitch McConnell (4 años)                    |  |  |  |
| 110.º | 3 de enero de 2007       | 18 de diciembre de 2007 | Dick Durbin (20 años, 4 meses y 12 días)     | Harry Reid (12 años)                            | ← Mayoría Demócrata   | Mitch McConnell (18 años, 4 meses y 12 días)            | Trent Lott (11 meses y 15 días)             |  |  |  |
| 110.º | 19 de diciembre de 2007  | 3 de enero de 2009      | Dick Durbin (20 años, 4 meses y 12 días)     | Harry Reid (12 años)                            | ← Mayoría Demócrata   | Mitch McConnell (18 años, 4 meses y 12 días)            | Jon Kyl (5 años y 15 días)                  |  |  |  |
| 111.º | 3 de enero de 2009       | 3 de enero de 2011      | Dick Durbin (20 años, 4 meses y 12 días)     | Harry Reid (12 años)                            | ← Mayoría Demócrata   | Mitch McConnell (18 años, 4 meses y 12 días)            | Jon Kyl (5 años y 15 días)                  |  |  |  |
| 112.º | 3 de enero de 2011       | 3 de enero de 2013      | Dick Durbin (20 años, 4 meses y 12 días)     | Harry Reid (12 años)                            | ← Mayoría Demócrata   | Mitch McConnell (18 años, 4 meses y 12 días)            | Jon Kyl (5 años y 15 días)                  |  |  |  |
| 113.º | 3 de enero de 2013       | 3 de enero de 2015      | Dick Durbin (20 años, 4 meses y 12 días)     | Harry Reid (12 años)                            | ← Mayoría Demócrata   | Mitch McConnell (18 años, 4 meses y 12 días)            | John Cornyn (6 años)                        |  |  |  |
| 114.º | 3 de enero de 2015       | 3 de enero de 2017      | Dick Durbin (20 años, 4 meses y 12 días)     | Harry Reid (12 años)                            | Mayoría → Republicana | Mitch McConnell (18 años, 4 meses y 12 días)            | John Cornyn (6 años)                        |  |  |  |
| 115.º | 3 de enero de 2017       | 3 de enero de 2019      | Dick Durbin (20 años, 4 meses y 12 días)     | Chuck Schumer (8 años, 4 meses y 12 días)       | Mayoría → Republicana | Mitch McConnell (18 años, 4 meses y 12 días)            | John Cornyn (6 años)                        |  |  |  |
| 116.º | 3 de enero de 2019       | 3 de enero de 2021      | Dick Durbin (20 años, 4 meses y 12 días)     | Chuck Schumer (8 años, 4 meses y 12 días)       | Mayoría → Republicana | Mitch McConnell (18 años, 4 meses y 12 días)            | John Thune (6 años, 4 meses y 12 días)      |  |  |  |
| 117.º | 3 de enero de 2021       | 20 de enero de 2021     | Dick Durbin (20 años, 4 meses y 12 días)     | Chuck Schumer (8 años, 4 meses y 12 días)       | Mayoría → Republicana | Mitch McConnell (18 años, 4 meses y 12 días)            | John Thune (6 años, 4 meses y 12 días)      |  |  |  |
| 117.º | 20 de enero de 2021      | 3 de enero de 2023      | Dick Durbin (20 años, 4 meses y 12 días)     | Chuck Schumer (8 años, 4 meses y 12 días)       | ← Mayoría Demócrata   | Mitch McConnell (18 años, 4 meses y 12 días)            | John Thune (6 años, 4 meses y 12 días)      |  |  |  |
| 118.º | 3 de enero de 2023       | 3 de enero de 2025      | Dick Durbin (20 años, 4 meses y 12 días)     | Chuck Schumer (8 años, 4 meses y 12 días)       | ← Mayoría Demócrata   | Mitch McConnell (18 años, 4 meses y 12 días)            | John Thune (6 años, 4 meses y 12 días)      |  |  |  |
| 119.º | 3 de enero de 2025       | En curso                |                                              | Chuck Schumer                                   | Mayoría → Republicana |                                                         | John Thune                                  |  |  |  |